# Ray of Light (песен)
„Ray of Light“ е името на песен на Мадона от албума със същото име. Записана е през годината на излизане на албума – 1998. Издадена е във формат сингъл през април.
Музиката и текстът са на Мадона, Уилям Орбит, Клив Мулдун, Дайв Къртис и Кристин Лийч. Продуценсти са Мадона и Уилям Орбит. Оригиналният аранжимент също е дело на Орбит.
Песента е комбинация от енергичен техно саунд и китарни рифове, съчетани с динамичните вокали на Мадона. Ремиксирана е официално от Виктор Калдероне, Саша и Уилям Орбит.